# Röda Korsets ungdomsförbund
Röda Korsets Ungdomsförbund, förkortat RKUF, formellt Svenska Röda Korset Ungdomsförbundet, tidigare Ungdomens Röda Kors (URK), är ett svenskt ungdomsförbund anknutet till Svenska Röda Korset.
Ungdomens Röda Kors bildades 1921 på initiativ av Prins Carl. År 1986 ändrades namnet till Röda Korsets Ungdomsförbund. Röda Korsets Ungdomsförbund arbetar för att barn och unga ska känna sig trygga och må bra. Målet är ett samhälle som är lika tillgängligt för alla, ett samhälle där människovärdet sätts i främsta rummet och där olikheter är en tillgång. Ungdomsförbundets medlemmar och frivilliga arbetar ideellt. Organisationen är politiskt och religiöst obunden och är en del av Röda Korset och Röda Halvmåne-rörelsen, som finns i 190 länder över hela världen. Ungdomsförbundet utgör en stor del av den svenska ungdomsrörelsen, är en av de största humanitärpolitiska ungdomsorganisationerna med upp till 10 000 medlemmar och är medlemmar i LSU.

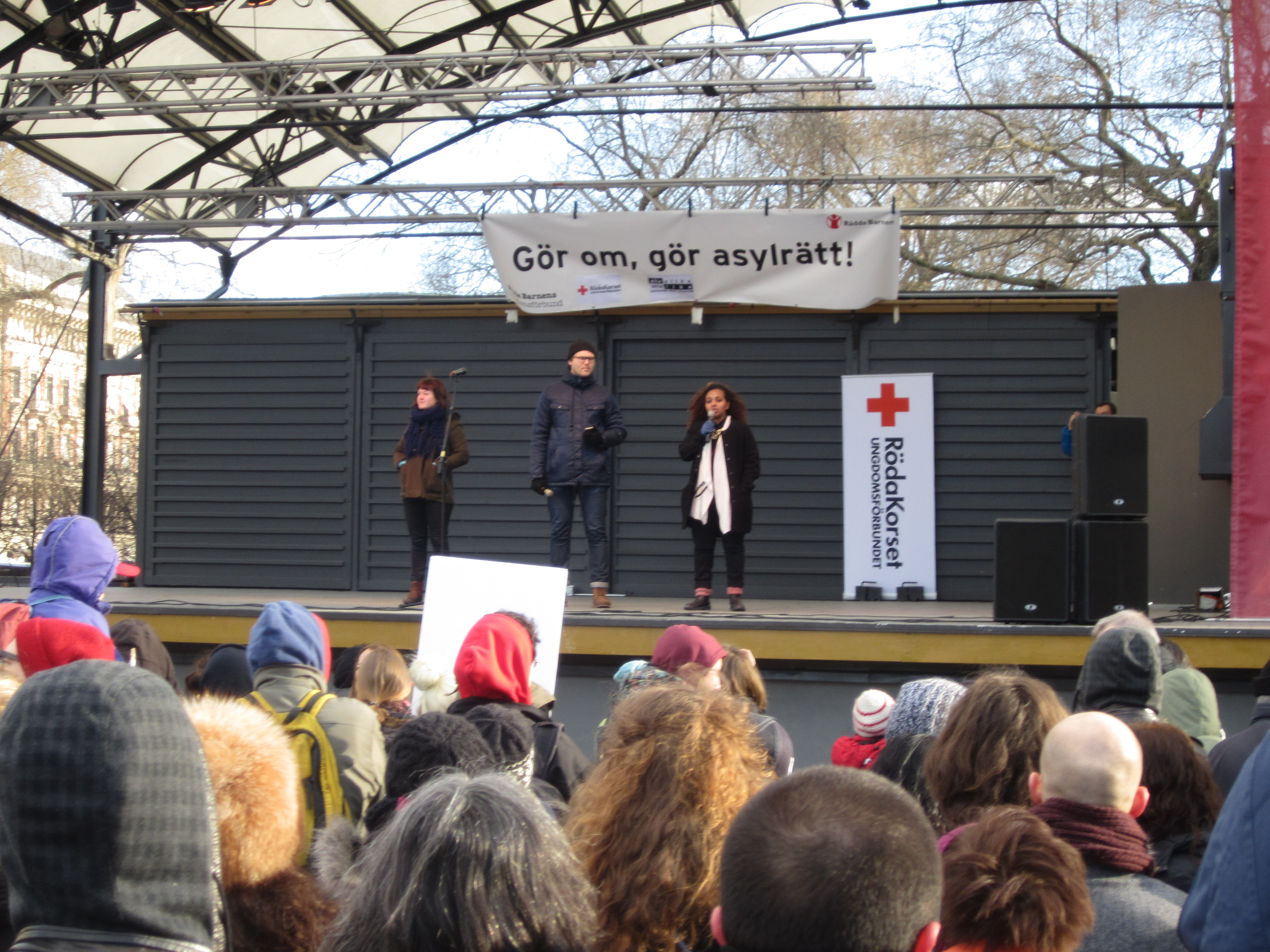
Dåvarande ordförande Hala Mohammed håller tal på en demonstration mot Reva

## Ungdomsgrenen som självständigt förbund
1996 beslutade man att ungdomsförbundet skulle bli självständigt, vilket verkställdes följande år. Detta sågs då som något kontroversiellt då det kan anses bryta mot Röda Korsets grundprincip om "enhet" vilket betyder att det ska finnas en Röda Kors-organisation inom varje land. Ett av de viktigaste argumenten för ett självständigt förbund är att unga ska engagera sig och arbeta för andra unga för att praktisera ungdomsperspektiv och känna ägandeskap. Ola Mattsson blev den första förbundsordföranden för det självständiga ungdomsförbundet.
Det svenska ungdomsförbundet är ett av få självständiga Röda Kors-ungdomsförbund i världen och en av Sveriges största icke-politiska ungdomsorganisationer med närmare 10 000 medlemmar. Endast Danmark har likt Sverige ett självständigt Röda Korset-ungdomsförbund.

## Verksamheter
Ungdomsförbundet har ett tjugotal lokalföreningar runt om i Sverige och såväl verksamheter som är knutna till lokalföreningar som t.ex. läxhjälp som nationella som  "På flykt". Röda Korsets Ungdomsförbund har ett hundratal verksamheter runt om i Sverige, till exempel Jourhavande kompis, kompisgrupper för ensamkommande ungdomar, Rollspelet På flykt, Frukostklubbar som serverar skolfrukost och läxhjälp på skolor och bibliotek. Mellan 1998 och 2007 hade även Quick Response Röda Korsets Ungdomsförbund som huvudman. (Quick Response var en redaktion som granskar nyhetsrapporteringen om invandring, integration och främlingsfientlighet. Från 1 januari 2008 var Svenska Röda Korset huvudman för redaktionen.) Från mitten av 1980-talet fram till 2009 gav organisationen ut medlemstidningen Megafon.
Under 2018 är organisationen en av de första att lansera digital läxhjälp för unga, samtidigt som de lanserade en digital version av På Flykt tidigare under samma år. Utöver kärnverksamheterna finns det två referensgrupper inom organisationen som arbetar med att ta fram strategier för organisationens påverkans- och internationella arbete tillsammans med förbundsstyrelsen.

## Lokalföreningar
Röda Korsets Ungdomsförbund är organiserat på nationell nivå i form av förbundsstyrelse, tjänstemannakansli på fyra orter (Stockholm, Malmö, Göteborg och Umeå), nationell valberedning, nationella verksamhetsrevisorer och nationella verksamheter som "På flykt" och "Jourhavande kompis". Organisationens grundpelare är dess lokalföreningar som samlar organisationens medlemmar lokalt och bedriver verksamheter runt om i landet. Lokalföreningarna styrs av en föreningsstyrelse som väljs under årliga föreningsårsmöten av dess medlemmar och valberedning.

### Orter med lokalföreningar
- Borlänge
- Burlöv
- Göteborg
- Helsingborg
- Karlstad
- Linköping
- Lund
- Malmö
- Stockholm
- Uppsala
- Umeå
- Växjö
- Örebro

## Förbundsordförande och generalsekreterare genom tiderna
Mellan 2012 och 2017 var Hala Mohammed förbundsordförande och är den person som varit det under längst tid för det självständiga förbundet. Marika Eriksson var generalsekreterare 2013-2019 och är den som haft den tjänsten längst. 
I juni 2017 valdes Tove Kopperdal till förbundsordförande på årsmötet i Uppsala och innehade posten augusti 2017-2018. Ordförande för Röda Korsets Ungdomsförbund sedan augusti 2023 är Li Nester, som valdes på riksårsmötet 2022, och generalsekreterare är Angela Refuerzo Larsson.

### Ordförande före självständigheten
- 1921–1945: Prins Carl [9]
- 1945–1948: Folke Bernadotte
- 1945–1991: ?
- 1991–1994: Erik Mattsson
- 1994–1996: Mattias Iweborg[10]

### Förbundsordförande sedan självständigheten 1997
- 1996–2000: Ola Mattsson
- 2000–2003: Charlotte Signahl[11]
- 2003–2006: Bahare Hagshenas
- 2006–2009: Marika Bystedt
- 2009–2012: Martina Anlér [12]
- 2012–2017: Hala Mohammed
- 2017–2018: Tove Kopperdal
- 2018–2021: Vera Carlbaum Wrennmark
- 2021-2023: Lotta Schneider
- 2023-nuvarande: Li Nester

### Förbundsstyrelsen
Förbundsstyrelsen består av 6–10 ledamöter utöver ordföranden och väljs huvudsakligen på tvååriga mandat. Förbundsstyrelsen är organisationens högsta beslutande organ mellan årsmötena.

### Generalsekreterare
- 1999-2002: Maria Granér
- 2002-2005: Helena Thybell
- 2005-2008: Caroline Källner
- 2008-2011: Mikael Botnen Diamant[13]
- 2011-2013: Anna Nubäck[14]
- 2013-2019: Marika Eriksson[15]
- 2019-2023: Beatrice Amsenius[16]
- 2023– : Angela Refuerzo Larsson[17]

## Årets Henry
Organisationen delar ut utmärkelsen "Årets Henry" för att uppmärksamma förebilder och eldsjälar inom Röda Korset-rörelsen och särskilt inom ungdomsförbundet. Utmärkelsen är uppkallad efter Röda Korsets grundare Henry Dunant och delas ut under ungdomsförbundets årsmöte.
- 2014 - Irma Nilsson och Adina Schildt (Malmö respektive Stockholms, dåvarande Stockholmsydöst, lokalförening)
- 2015 – Iman Hussein[18] (Växjös lokalförening)
- 2016 – Julia Hagström (Göteborgs lokalförening)
- 2017 – Marianne Ericsson (vän av ungdomsförbundet och ordförande av Gottsunda-Sunnerstas Röda Korset-krets)
- 2018 – Julia Powell (Linköpings lokalförening)
- 2019 - Matilda Regell (Lunds lokalförening)
- 2020 - Lisa Carlsson (Stockholms lokalförening)
- 2021 - Beatrice Rahimi (Skellefteå lokalförening)
- 2022 - Emelie Rohdén och Matilda Hardemeier (Stockholms lokalförening)
- 2023 - Brendan R. Joseph (Uppsala lokalförening)
- 2024 - Romeo Algailani (Södertäljes RKUF-klubb)
- 2025 - Eldin Nurkovic (Helsingborgs lokalförening)